# NGC 619
NGC 619 ist eine Balken-Spiralgalaxie vom Hubble-Typ SBb im Sternbild Bildhauer am Südsternhimmel. Sie ist ungefähr 378 Millionen Lichtjahre von der Milchstraße entfernt. 
Das Objekt wurde am 30. November 1837 von dem britischen Astronomen John Frederick William Herschel entdeckt.